# Olli and the Bollywood Orchestra
Olli and the Bollywood Orchestra est un groupe musical français, mené par Ollivier Leroy, musicien, chanteur et compositeur breton, avec des instrumentistes indiens. Le métissage de la rythmique occidentale à l'acoustique indienne a donné naissance à plusieurs spectacles et albums.

## Histoire

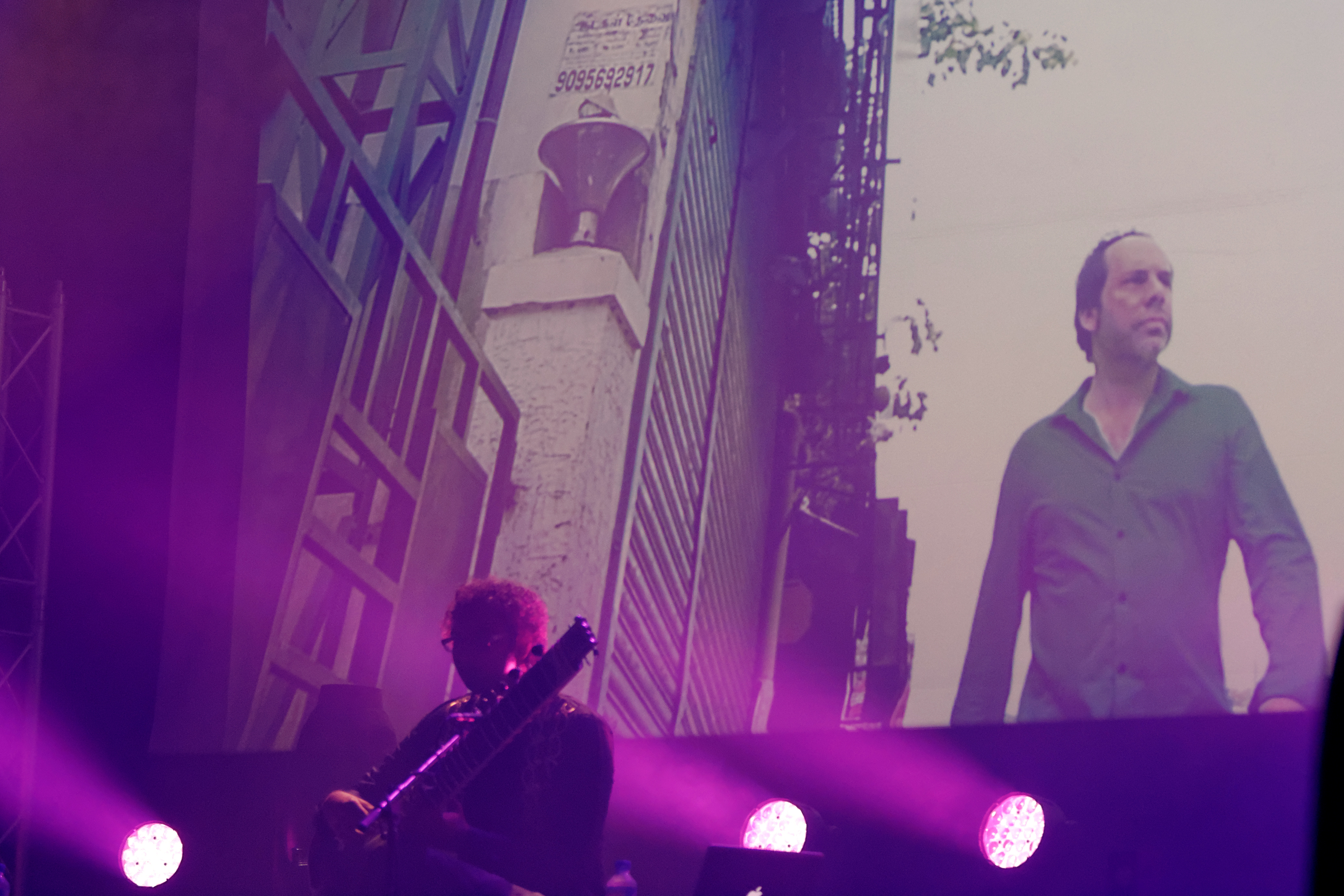
Asad Khan au sitar pour Olli & the Bollywood Orchestra en juillet 2014 au festival de Cornouaille.

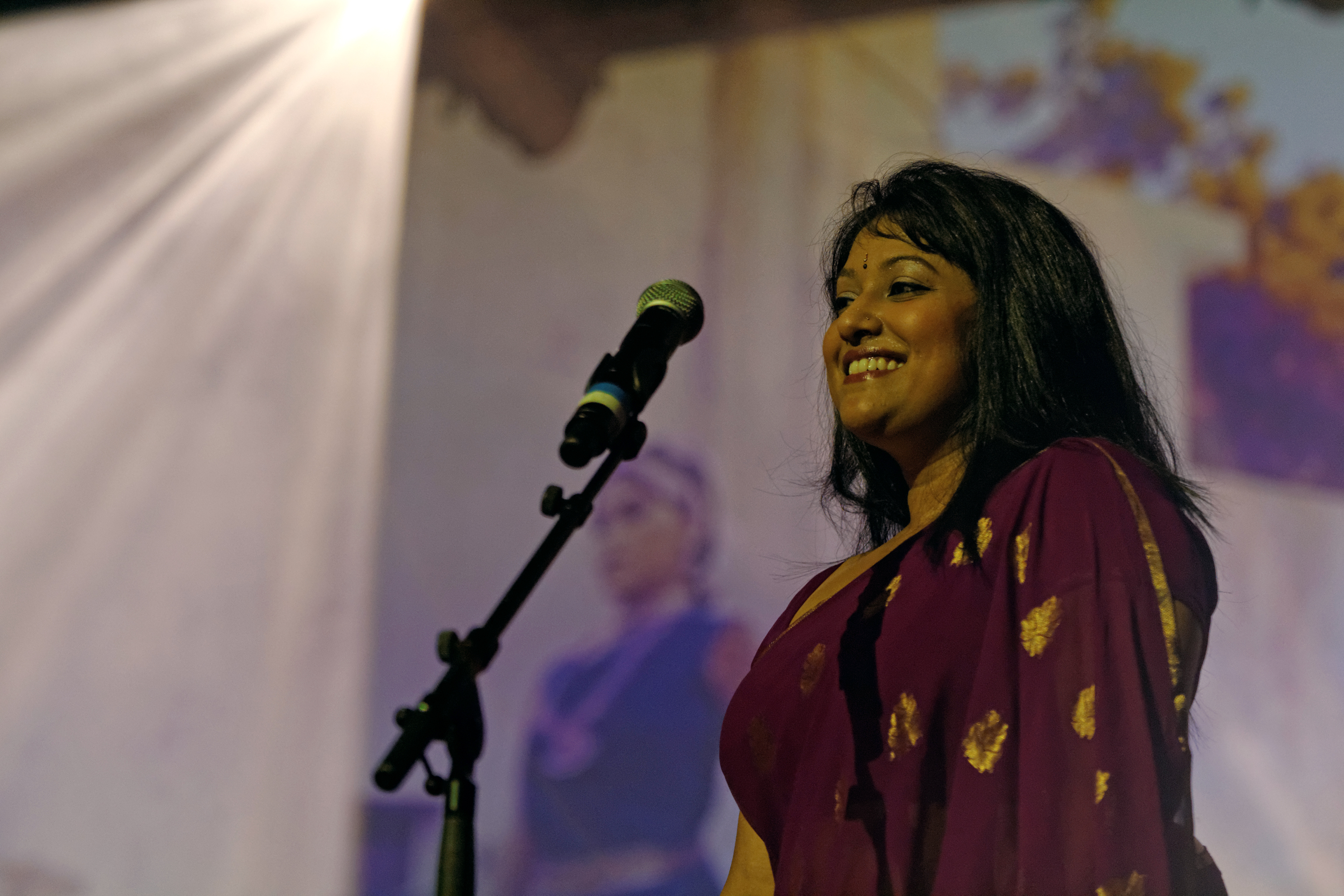
La chanteuse indienne Kavita Baliga, à Quimper.

En 2002, Olli puise son inspiration du côté de Bollywood, place forte d’un cinéma indien. Olli est tombé amoureux de ces musiques de films, kitschs et colorés qui sont, autant que les musiques sacrées ou savantes, des clés pour comprendre la psyché collective du peuple indien. Il en fait la matière première d’un alliage sonore inédit. Ainsi naît la première mouture d’Olli and Bollywood Orchestra. Après des allers et retours à Calcutta où il choisit des musiciens, enregistre, teste in situ ses compositions et son chant, l’affaire prend corps. Elle donnera lieu, en 2004, à une création vidéo-musicale à l’occasion de deux grands festivals, Les Tombées de la nuit à Rennes et Les Vieilles Charrues à Carhaix. Des tournées sont ensuite organisées en France, en Europe et Afrique. 
L’album Kitch’en, enregistré au Prime Studio de Calcutta (spécialisé dans les B.O. de films), composé pour moitié de chants acoustiques et pour moitié de chants griffés électro, concluant, en 2005, cette aventure inspirée du cinéma « massala » (mélange d’épices). En 2005, « Bollywood Remix » est créé lors du festival des Transmusicales de Rennes avec la nouvelle scène hindo-pakistanaise londonienne.
Le deuxième album Tantra (la racine sanskrit de penser), est réalisé sous l’égide de Marco Migliari dans les studios Realworld de Peter Gabriel. À l’exception de deux titres, inspirés de chants traditionnels dévotionnels, l’album est construit à partir de compositions en hindi mais il s’inscrit davantage dans le style de l’hindi pop (équivalent local de la pop anglaise) avec des échappées vers le hip-hop, le dub, le rock. Lauréat en 2006 de la bourse Villa Médicis hors les murs, décernée par Culturesfrance (opérateur du ministère des Affaires étrangères), son album Tantra sera le premier album d’un musicien/chanteur occidental à bénéficier d’une promotion nationale en Inde via le prestigieux label indien Sarégama. Celle-ci est suivie en 2008 d'une tournée à travers l’immense pays.
Le troisième album Olli Goes to Bollywood est enregistré à Madras, dans les studios et avec les musiciens d’A.R Rahman, le célèbre compositeur de la musique de Slumdog Millionaire. Une collaboration qui a permis à Olli de bénéficier d’un grand orchestre à cordes réputé, des meilleurs instrumentistes (Asad Khan, Violin Brothers...) et de la chanteuse Kavita Baliga. En 2013 la tournée passe par la Bretagne (festival Les Tombées de la nuit, espaces Avel Vor et Bleu Pluriel) puis Angers, Dijon et Savigny-le-Temple (Seine-et-Marne).

## Ollivier Leroy

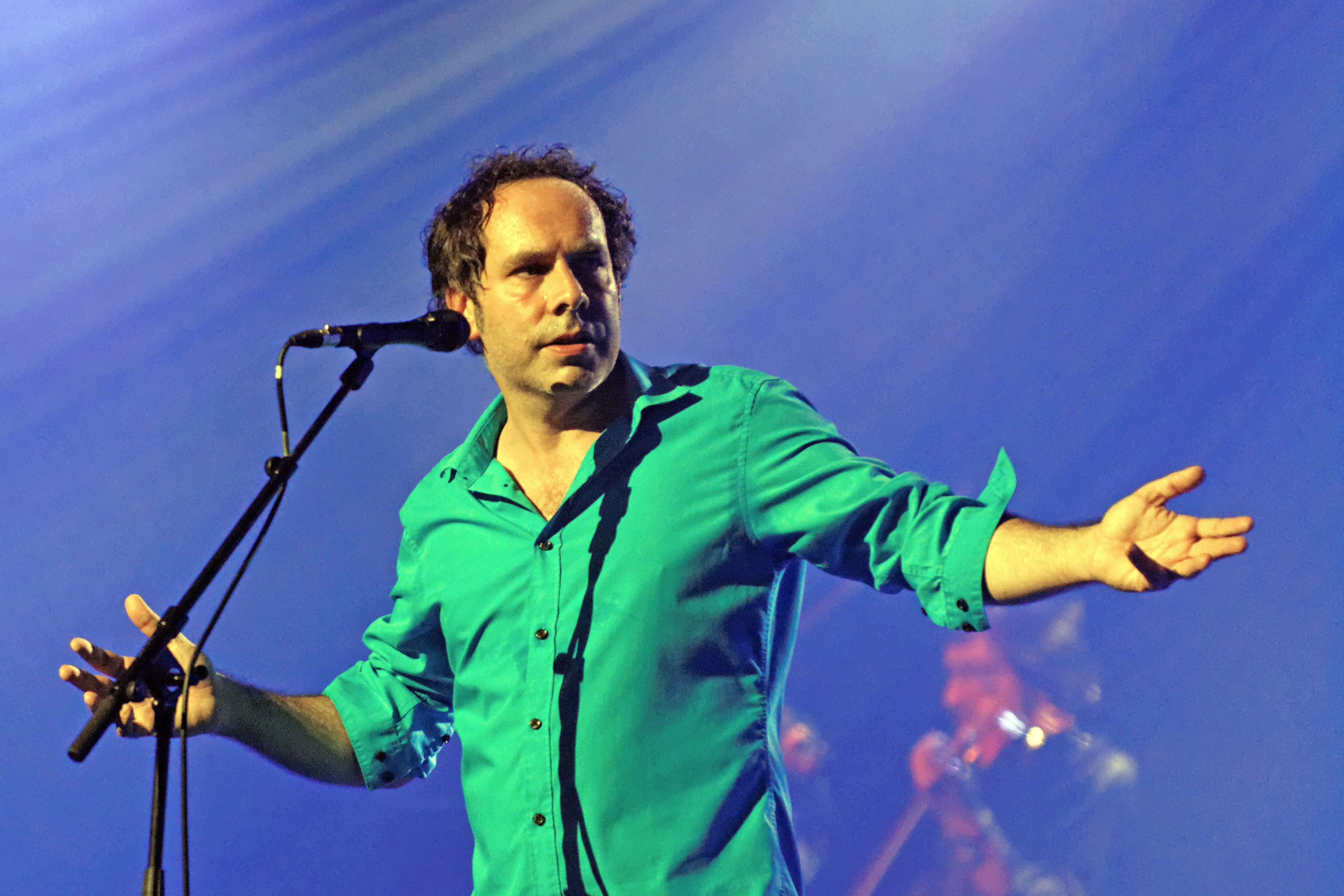
Ollivier Leroy au festival de Cornouaille 2014 à Quimper.

Ollivier Leroy, alias Olli, naît en 1970 à Ploemel dans le Morbihan.  Pianiste et compositeur de formation, il s'oriente dès l’âge de dix-sept ans  vers le travail de la voix et se produit très rapidement sur scène en tant que chanteur dans différents ensembles musicaux. Il découvre la culture indienne à Rennes-le-Château, lorsque le musicien et producteur américain Bob Coke l’initie aux tablas. Pianiste classique et membre d’un groupe de rock, il cherche à approfondir ses connaissances de ce territoire. L’étude simultanée du chant lyrique, du raga Indien, du théâtre musical sera un passeport. En 1992, lors d’un voyage en Inde, il rencontre la famille Dâgar de Bombay, se perfectionne dans l’austère dhrupad, le plus ancien chant de l’Inde du Nord. 
À Paris, il se lie avec la Kakoli Sengupta, spécialiste du khayal, ce chant très ornementé aux subtiles vocalises qui explore toutes les nuances du râga. Après une licence de musicologie, il écrit un mémoire sur L'Influence de la musique indienne chez les compositeurs français après 1945. Puis, il apprend l’écriture du sanskrit et la langue hindi auprès d'Aparna Narayan, artiste originaire du Bengale. C’est d’ailleurs cette poétesse peintre qui, par la suite, lui offrira plusieurs textes qu'il mettra en musique. Ses premières expérimentations se feront à travers les groupes Shafali et surtout Pändip (album Parfums en 1997), qui lui permettent de marier chants hindis et orchestrations rock ou mélodies bretonnes.

## Discographie
- 2005 : Kitch’en (2 CD Sterne / Sony BMG)
- 2008 : Tantra (Label Caravan MVS Records / Bassofone / Anticraft)
- 2013 : Olli goes to Bollywood (Label Caravan / Avel Ouest / Coop Breizh)